# Castiliscar
Castiliscar ist ein Ort und eine Gemeinde in der Provinz Saragossa in der Autonomen Region Aragón in Spanien. 2024 hatte die Gemeinde 214 Einwohner.

## Lage
Castiliscar liegt etwa 100 Kilometer nordnordwestlich von Saragossa im Pyrenäenvorland in einer Höhe von 495 m.
Durch die Gemeinde führt der Canal de las Bardenas.

## Bevölkerungsentwicklung
Demographische Daten für Castiliscar von 1900 bis 2021:
| 1900 | 1910 | 1920 | 1930 | 1940 | 1950 | 1960 | 1970 | 1981 | 1991 | 2001 | 2011 | 2021 |
| ---- | ---- | ---- | ---- | ---- | ---- | ---- | ---- | ---- | ---- | ---- | ---- | ---- |
| 823  | 870  | 943  | 1026 | 1039 | 1045 | 1012 | 649  | 493  | 469  | 403  | 328  | 248  |

## Sehenswürdigkeiten
- Reste des namensgebenden Burgruine Castillo de Liscare aus dem 11. Jahrhundert
- Kirche aus dem 12. Jahrhundert
- Kapelle Santo Cristo

## Persönlichkeiten
- José Manuel Mójica Legarre (* 1955), Schriftsteller